# Felipe-do-tepui
Caça-moscas-do-roraima ou filipe-do-tepui (Myiophobus roraimae) é uma espécie de ave da família Tyrannidae.
Pode ser encontrada nos seguintes países: Bolívia, Brasil, Colômbia, Equador, Guiana, Peru e Venezuela.
Os seus habitats naturais são: regiões subtropicais ou tropicais húmidas de alta altitude.